# Franciszek Łazowski
Franciszek Łazowski (ur. 1894, zm. 25 maja 1946) – polski rolnik, prezes Zarządu Powiatowego PSL w Sierpcu, inspektor samorządu gminnego na powiat sierpecki, pracownik starostwa w Sierpcu, rolnik ze wsi Zawidz.
Zamordowany przez kaprala Milicji Obywatelskiej Jana Łubińskiego przy współudziale plutonowego MO Stefana Malinowskiego i szeregowca ORMO Czesława Rojczyka. Śmierć Łazowskiego była prawdopodobnie związana ze skargą, którą wysłał na ręce wicepremiera Stanisława Mikołajczyka.
Pogrzeb Łazowskiego  w Sierpcu 28 maja 1946 roku odbył się przy udziale 15 tys. chłopów.

## Upamiętnienie
W centrum Zawidza Kościelnego postawiono pomnik ku czci Franciszka Łazowskiego. Stoi na skwerze pomiędzy ulicami: Mazowiecką (główna ulica w Zawidzu Kościelnym), Parkową i Słoneczną.
Imieniem Franciszka Łazowskiego nazwano rondo w Sierpcu u zbiegu ulic Świętokrzyskiej, Traugutta i Piastowskiej.